# Sam Okoye
Sam Okoye (1 de maio de 1980 - 31 de agosto de 2005) foi um futebolista profissional nigeriano que atuava como goleiro.

## Carreira
Sam Okoye representou a Seleção Nigeriana de Futebol, nas Olimpíadas de 2000. 

## Falecimento
Em 2005, ao se transferir para o futebol iraniano, morreu de causas não reveladas após poucos dias completados no país.